# ’A Santanotte

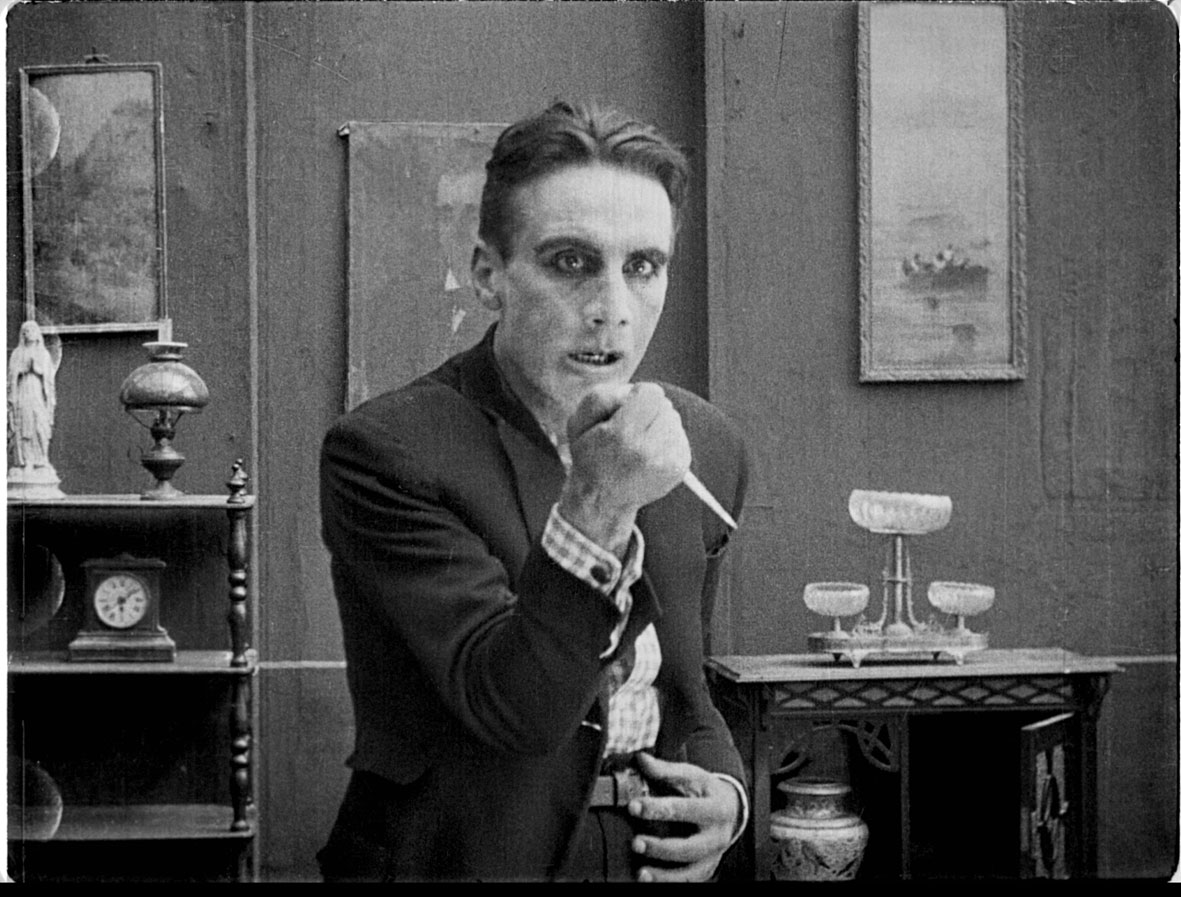
Tore (Alberto Danza) schwört Rache. Die Szene wurde in New York zensiert.

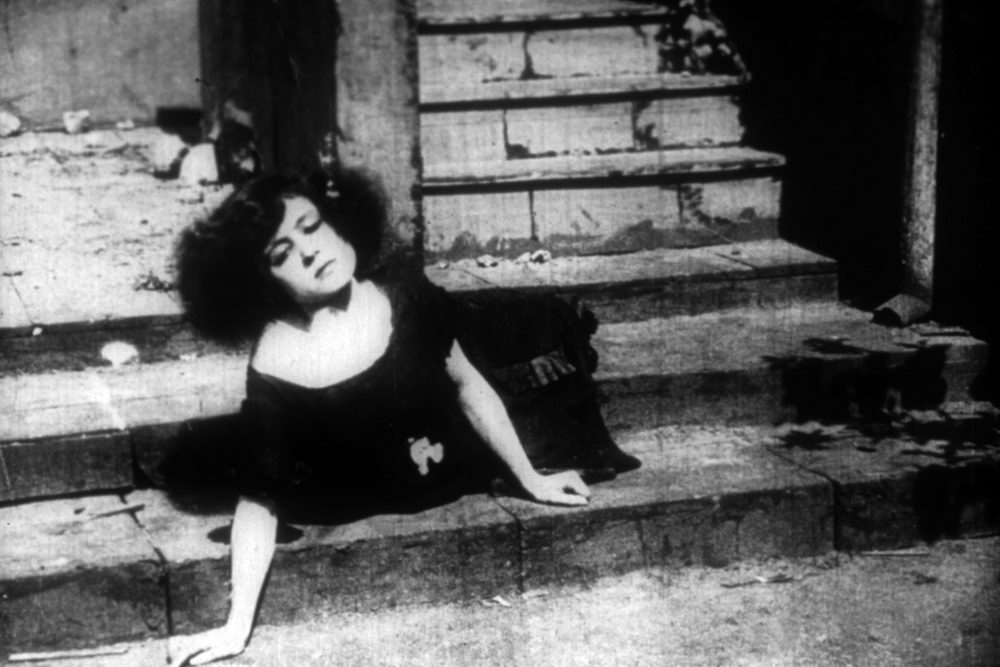
Nanninetta (Rosè Angione), sterbend vor der Haustür. Auch diese Szene wurde in New York zensiert.

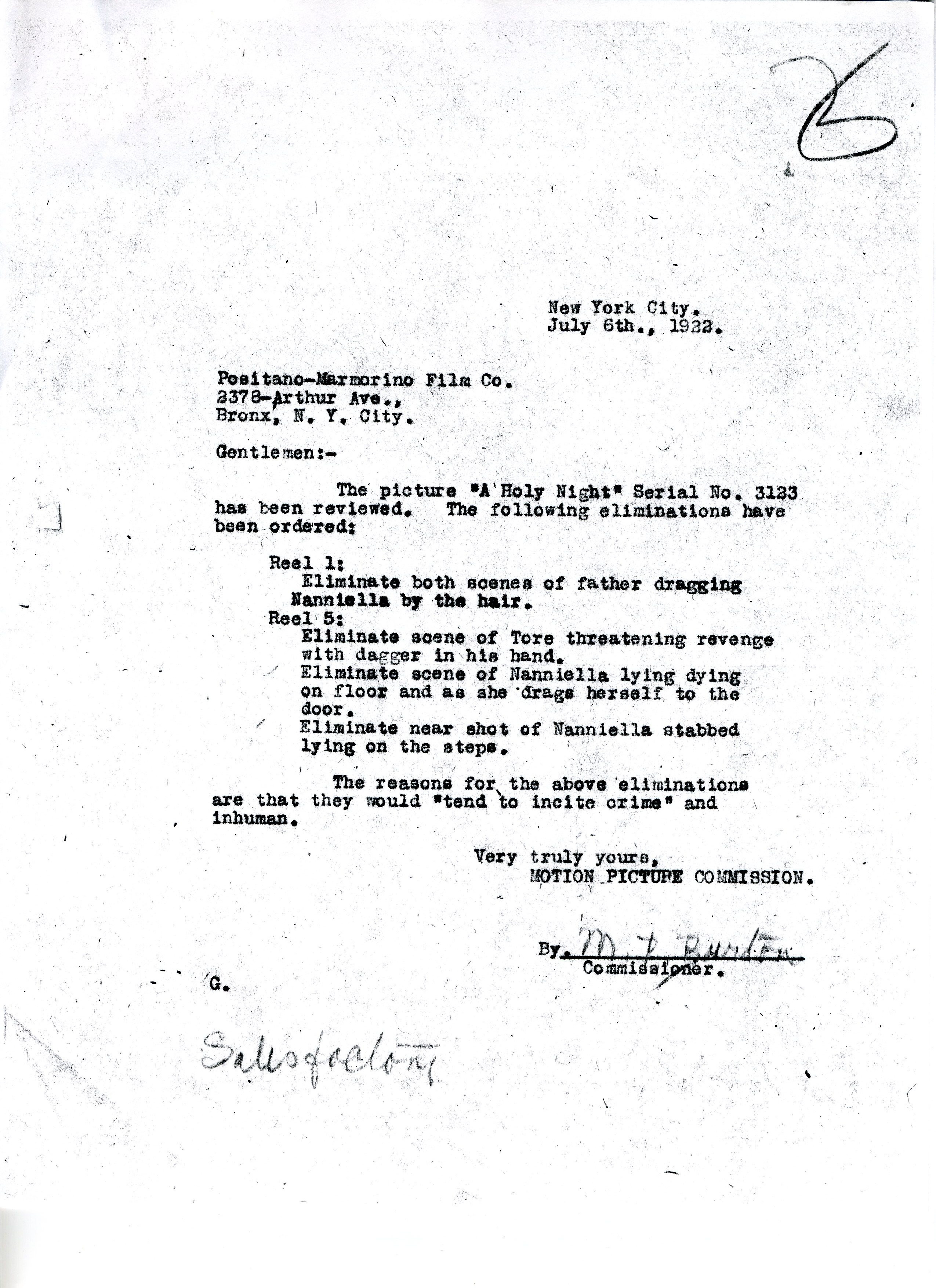
Zensurverfügung der Motion Pictur Commission, New York, 6. Juli 1922

’A Santanotte (deutsch: wörtlich Heiligabend, Titel der für die Fernsehausstrahlung restaurierten Fassung Neapolitanische Nächte - ’A Santanotte) ist ein italienisches Stummfilm-Drama der Regisseurin Elvira Notari aus dem Jahr 1922. Der Film ist eine Adaption des gleichnamigen neapolitanischen Canzone von Eduardo Scala.

## Handlung
Nanninella versorgt mit ihrem kargen Einkommen als Bedienung ihren alkoholabhängigen Vater Guiseppone, der sie misshandelt und ausbeutet. Tore und Carluccio werben um sie, doch sie hat sich nicht für einen der beiden entschieden. Carluccio bietet dem Vater an, im Gegenzug für die Ehe mit Nanninella seine Trunksucht zu finanzieren. Im Streit zwischen beiden stirbt der Vater. Carluccio bezichtigt Tore der Tat und dieser kommt ins Gefängnis. Nanninella und Carluccio heiraten. Als Tore aus dem Gefängnis flieht eskaliert die Situation weiter, letztlich wird Nanninella erstochen.

## Hintergrund
’A Santanotte wurde von der Gesellschaft Film Dora des Ehepaars Notari produziert und auf fünf Rollen vertrieben. Der Film kam am 24. Dezember 1922 in die italienischen Kinos. Eine restaurierte Fassung wurde erstmals am 27. November 2018 von dem deutsch-französischen Fernsehsender Arte unter dem Titel Neapolitanische Nächte - ’A Santanotte ausgestrahlt.
Das neapolitanische Stummfilmkino wurde maßgeblich von den Notaris und der Dora Film bestimmt. Ein Kennzeichen der Filme ist die enge Bindung an die volkstümliche neapolitanische Musik, die vielfach die Motive lieferte. ’A Santanotte geht auf ein Canzone mit gleichem Titel von Eduardo Scala zurück. In den 1920er Jahren wurde Neapel zum Schauplatz einer Massenproduktion von Filmen, deren Handlung in den von Armut, Alkoholismus und Kriminalität geprägten Milieus der Stadt angesiedelt war. Zu diesen Filmen gehört auch ’A Santanotte. In den Kinos italienischer Einwanderer in der ganzen Welt konkurrierten diese neapolitanischen Filme mit älteren Produktionen wie Sperduti nel buio von Nino Martoglio aus dem Jahr 1914 und Assunta Spina von Francesca Bertini und Gustavo Serena aus dem folgenden Jahr. Auch sie spielen in Neapel und sind mit beliebten süditalienischen Schauspielern besetzt, aber sie wurden von römischen Filmgesellschaften produziert.
Notaris neapolitanisches Kino war das Kino der Armen, einschließlich der armen italienischen Einwanderer in New York City und anderen Großstädten der Welt. Ihre Produktionen wurden besonders häufig von der faschistischen Zensur verboten, da sie nicht das von der Regierung gewünschte Bild der Gesellschaft zeichneten. Das trug dazu bei, dass von den mehr als 60 Spielfilmen und mehr als 100 Dokumentationen Notaris fast alle verschollen sind. Erhalten sind nur drei, ’E scugnizze oder Mandolinata a mare aus dem Jahr 1917, ’A Santanotte und E’ Piccerella, beide von 1922. Andere Quellen nennen anstelle von ’E scugnizze den Film Fantasia ’e surdate aus dem Jahr 1925. Hinzu kommen eine unvollständige Kopie von L’Italia s’è desta (1927) und ein undatierter Zusammenschnitt von Szenen verschiedener Filme mit dem Titel Canzone filmata, der sich in der Cineteca di Bologna befindet.
Wie viele der Filme Notaris wurde ’A Santanotte in die Vereinigten Staaten exportiert. Auch dort unterlag der Film der Zensur. Eine erhaltene Verfügung vom Juli 1922 gibt den Film frei, fordert aber die Entfernung mehrerer Szenen, weil sie unmenschliche Darstellungen enthalten oder zur Kriminalität anregen:
- zwei Szenen, in denen der Vater Nanninella an den Haaren zieht;
- die Szene, in der Tore mit einem Messer in der Hand Rache schwört;
- die Szene, in der die sterbende Nanninella auf dem Boden liegt und zur Tür kriecht;
- die Schlussszene mit der toten Nanninella in Nahaufnahme, auf der Treppe liegend.

Eine amerikanische Vertriebskopie des Films wurden im George Eastman House wiederentdeckt. Sie war mit einer italienischen Vertreibskopie der Cineteca Nazionale die Grundlage für eine Restaurierung von 2007 bis 2008. Darauf basiert die 2018 von Arte ausgestrahlte Fernsehfassung. Die Vertonung stellte der deutsche Jazz-Klarinettist und Komponist Michael Riessler nach traditionellen italienischen Liedern zusammen. Die Vokalmusik wird von der italienischen Sängerin Lucilla Galeazzi vorgetragen.

## Kritik
Der katholische Filmdienst nannte ’A Santanotte in einer Kurzbeschreibung der Fernsehfassung ein „Zwischen neorealistischen Ansätzen und opernhaftem Pathos angesiedeltes Werk“ und ein „Von expressiven Gefühlsausdrücken lebendes Melodram, in dem Künstlichkeit und Naturalismus eine interessante Verbindung eingehen“.